# 阿萨德·劳夫
阿萨德·劳夫（Asad Rauf，旁遮普语：烏爾都語：，1956年5月12日—2022年9月14日）是一名巴基斯坦板球运动员和赛场裁判员。 2006年至2013年，为ICC精英裁判小组成员。 2016年2月，他被指控在板球比赛中操纵假球，被印度板球管理委员会判定受贿罪成，并被禁赛五年。

## 早年生活与职业生涯
劳夫于 1956 年 5 月 12 日出生于旁遮普省拉合尔。  1977年至1991年间，他代表巴基斯坦大学生板球队、拉合尔队、巴基斯坦国家银行板球队和巴基斯坦铁道队参加巴基斯坦国内板球比赛。  

## 裁判员生涯
劳夫于1998年成为一级裁判员 2000年2月，巴基斯坦板球委员会任命劳夫参加他职业生涯中的第一次单日国际赛，即当年2月16日在巴基斯坦古吉兰瓦拉举行的巴基斯坦国家板球队与斯里兰卡国家板球队之间的比赛。   三年后，随着阿利姆·达尔进入ICC精英裁判员小组，劳夫首次进入国际裁判员小组。 2005年1月，ICC任命劳夫参加他职业生涯中的第一场测试赛，即在吉大港 举行的孟加拉国队和津巴布韦队之间的比赛。  同年12月晚些时候，劳尔担任在墨尔本板球场举行的节礼日测试裁判。  随后，他于次年4月晋升为阿联酋ICC裁判精英小组成员。  2012年9月，印度与阿富汗进行ICC World Twenty20小组赛，劳夫担任裁判。 
自2006年进入ICC裁判精英小组起，劳夫共担任了64场测试赛、139场单日国际赛和28场Twenty20国际比赛的裁判。    2013 年 6 月，在对ICC精英裁判小组的表现进行年度审查后，劳尔被ICC精英裁判小组除名。 委员会坚称，劳夫被除名与警方对他的调查无关。   劳尔最终辞去裁判职务。 
劳夫被控涉及2013年印度超級板球聯賽假球案，國際板球理事會将他从2013年ICC冠軍獎盃賽裁判小组中除名。  2013年9月，孟买警方指控劳尔进行非法赌球、作弊和欺诈。   劳尔否认上述指控，拒绝前往孟买接受调查。  2016年2月，劳夫被判有罪并被禁赛五年。  

## 个人生活
2016 年，劳夫卸任板球裁判后，在拉合尔经营一家鞋店。 
劳夫于2022年9月14日在拉合尔去世。 终年66岁，死因为心脏骤停。    